# ドラえもんのひみつ道具 (け)
ドラえもんのひみつ道具 (け) では、藤子・F・不二雄の漫画『ドラえもん』、『大長編ドラえもん』(VOL.1〜17)、藤子・F・不二雄のその他の著作に登場するひみつ道具のうち、読みが「け」で始まるものを列挙する。

## 警察犬つけ鼻
警察犬つけ鼻（けいさつけんつけばな）は、「ジャイアン殺人事件」（てんとう虫コミックス第39巻に収録）に登場する。
この鼻を自分の鼻につけると、警察犬のように強力な嗅覚で人を追跡できる。車に乗った人の匂いをも辿ることができる。

## ゲームブック
ゲームブックは、「冒険ゲームブック」（てんとう虫コミックス第38巻に収録）に登場する。
いわゆるゲームブックの未来版。目測2メートルほどもある大きな本で、本を読むのではなく実際に自分の体で冒険を楽しむことができる。プレイヤーは1ページ目から内部の広大なゲームフィールドに入り込み、クリアを目指して冒険する。
ドラえもんの持っていたものは「火竜の秘宝」というタイトルのロールプレイングゲーム調の「ゲームブック」。スフィンクスと戦ったり、妖精や女神の助けを得ながら、最終ボスである火竜の城を目指すファンタジー。最後のページにクリア目的となる大事な物を「秘宝」として入れておき、プレイヤーは火竜を倒して「秘宝」を手に入れる＝ゲームクリアという構図となる。ドラえもん曰く非常に難易度が高く、ヘタをすると本の中で迷ったまま外へ出られなくなるとのこと。なお、このゲームでは他のひみつ道具を使うなどの不正は一切禁じられており、それをやってしまうと反則行為による罰ゲームが用意されている。その他の種類は不明。
原作ではのび太と出木杉が挑戦し、「秘宝」役はしずかが務めることで「火竜に囚われたしずかを救出に行く」形となった。どんなゲームも簡単過ぎてすぐに飽きるという出木杉は困難を機転で突破し、見事にクリアした。一方、考え無しに行動したのび太は序盤で早くも詰んでしまうが、出木杉に負けたくなかったのび太は四次元ポケットを予め持ち込んでおり、どこでもドアを使用して無理矢理クリアにこぎつけた。しかし当然ながら反則と見做され、落石の下敷きでペラペラ状態となる羽目になった。ドラえもんも実際にクリアしてドラ焼きを手に入れている。
テレビアニメ第2作第1期ではのび太と出木杉に加えてジャイアンとスネ夫も参加した。しかし2人はのび太よりは考えて行動したものの、道中で見つけた石の硬貨を大量に持ち出した所為でろくに身動きが取れないまま道に迷ってしまい、そのままスフィンクスに追われるのび太の巻き添えを喰らって追い詰められる。結局、原作同様にどこでもドアの反則をした結果、3人とも石の下敷きになった。
テレビアニメ第2作第2期では内容が大幅に変更され、冒険の大部分がカットされた代わりに子供のスフィンクスが出題するなぞなぞに答える関門が追加されている（本来のスフィンクスは父親という形で登場）。また、第2作第1期とは異なり、原作と同様にジャイアンとスネ夫は参加していない。オチは同じで、ペラペラ状態になったのび太は「もう懲り懲り…」とぼやいた。

## けしきカッター
けしきカッターは、「けしきカッター」（てんとう虫コミックス第42巻に収録）に登場する。
カッターナイフを模した道具。これで刃を立てて虚空を切り出すように四角形を描くと、その四角で囲った部分の景色を写真のように切り取ることができる。写真と異なり、実際にその場で起きている出来事に応じて切り取った景色もテレビ中継のようにリアルタイムで変化する。

## 月光とう
月光とう（げっこうとう）は、「オオカミ一家」（てんとう虫コミックス第2巻に収録）に登場する。
未来の子供たちが狼男ごっこに使う道具。懐中電灯を模しており、この光を浴びた人間は満月の夜の狼男の如く、オオカミに変身する。ただし狼男になるのではなく動物の狼に変身するのであり、狼男に変身できるおおかみ男クリームとはその点が異なる。
変身している間は実物の狼としゃべることもできる。しばらく時間が経つと変身が解け、元に戻る。
ザ・ドラえもんズの一員であるドラニコフは、誕生直後にこの月光とうの光を浴び、丸いものをみると狼に変身する体質になってしまったという設定になっている。
『ドラえもん のび太の新魔界大冒険 〜7人の魔法使い〜』では、魔法世界においてナルニアデスが月光に対悪魔用の防衛魔法をかけており、悪魔の使用する魔法を解除する機構を備わらせていた影響を受けてか、大魔王デマオンと対峙した際にスネ夫が使用した時には、デマオンの出した分身を消滅させ、さらに本物にも苦悶の声を漏らさせる、メジューサの対象を石化させる魔法によって石化させられたのび太とドラえもんの体を、一時的にではありながらも動かせるようにしたりするなど、かなりの活躍をした。なお、その際は本来の効用もしっかり発揮され、狼にも変身していた。
『ドラえもん のび太の宇宙開拓史』ではただ間違えて出しただけ。
月光灯（げっこうとう）
テレビアニメ第2作第2期「オオカミ一家」（「オオカミ一家」のアニメ化作品。2007年3月2日放送）に登場する。
月の光をエネルギーとしている。月が出ているときに、月の見える窓辺に充電器を設置し、充電器に月光灯をセットしておくと、月光灯にエネルギーをためることができる。

## ケッシンコンクリート
ケッシンコンクリートは、「男は決心!」（てんとう虫コミックス第43巻に収録）に登場する。
粉薬のような粉末が袋に入っており、物事を決心しながらこれを一包み飲むと、コンクリートが固まるかのようにその決心がガッチリと固まり、必ずその決心を貫き通すことができる。ただしその物事をやり抜くまでは、途中で何が起きても決心した物事を実行する必要がなくなっても、決心を取り消すことはできない。決心の仕方を正確に考える必要があり、例として「宿題を終えるまで机から離れない」と決心して問題の答えを全部書いた際、解答が間違いだらけでも宿題を終えたと見做される。「ジャイアンに勝つまで家に帰らない」と言った際もジャイアンと勝負して勝つまで家に入れなくなる。

## ゲラゲライヤホン
ゲラゲライヤホンは、「わらってくらそう」（てんとう虫コミックス第8巻に収録）に登場する。
補聴器（イヤホン）を模した道具。耳にはめるとなんでもない話や音を聞いても抱腹絶倒の笑い話に聞こえてしまう。
エピソードのラストでは、イヤホンをはめたのび太がバナナの皮で滑って「ステン」と音をたてて転んでしまったジャイアンに出くわして大笑いしてしまい、「人の不幸がそんなにおかしいか。そうか…お前はそういう奴か…」と因縁をつけられ、殴られた。

## ゲラメソプンピストル
ゲラメソプンピストルは、「ゲラメソプンピストル」（藤子・F・不二雄大全集第11巻に収録）に登場する。
笑い弾、泣き弾、怒り弾の3種類の銃弾を発射するピストル。笑い弾が命中すると笑い出し、泣き弾が命中すると泣き出し、怒り弾が命中すると怒り出す。
なお、鳴き声を出す動物に泣き弾を当てても、その動物本来の「鳴き声」は出さずに人間と同じ「泣き声」を出す。

## ケロンパス
ケロンパスは、「ケロンパス」（てんとう虫コミックス『ドラえもんプラス』6巻に収録）に登場する。
湿布を模した道具で、使用法も湿布と同じ。身体に貼ると疲れを全て吸い取ってくれる。1枚だけで何度でも（何人分でも）疲れを吸い取ることが可能であり、ドラえもんはこの道具を使って36人分の疲れを取った。吸い取った疲れを人に移すこともできる。作中ではドラえもんがのび太に前述の36人分の疲れを一気に移したため、あまりの疲れでのび太は倒れて動けなくなってしまった。
テレビアニメ第2作第2期では吸い取れる疲れの量に限界があるとされており、ドラえもんは36人分の疲れを吸い取ったところで「もういっぱいだ」と述べている（ただしその後もジャイアンとスネ夫の疲れを吸い取っている）。
ひみつ道具の事典では1回きりの使い捨てであり、使用済みのものを再度貼ると効き目がないどころか、そのケロンパスに蓄えられた疲れが逆流してしまうと解説されている。

## けんか手ぶくろ
けんか手ぶくろ（けんかてぶくろ）は、「ねがい星」（てんとう虫コミックス第10巻に収録）、「のび太の0点脱出作戦」（てんとう虫コミックス第37巻に収録）に登場する。
ボクシンググローブを模した道具。着けると着けた自分を殴り出し、1人でけんかをすることができる。ある意味自傷行為をする道具とも言える。当のドラえもんも、これは使い物にならないので捨てるつもりであった。
「ねがい星」ではドラえもんが役に立たないとして埋められていたものの、「のび太の0点脱出作戦」で再登場。不正をするため出木杉宅にタイムマシンで乗り込んだのび太が、不正行為を阻止するために手ぶくろを装着した1週間後の改心したのび太にボコボコにされてしまった。これは、（未来の）自分が（過去の）自分を殴っているため、一応「自分を殴る」という効果の辻褄が合っている。その場合は装着している側が有利に戦えるということになる。
なお、テレビアニメ版第2作第1期では「強くなれる道具」としてドラえもんが出したものの、「手袋の方が強すぎてのび太には制御不能になって自分を殴る」という効果に変わっていた。各種百科でもこの設定が書かれているものがある。
『新ドラえもん全百科』ではグローブの装備者を殴る効果はなく、相手に攻撃する道具という設定になっている。これを着けたのび太は鮫に攻撃したが、あまり威力は無かった。
テレビアニメ第2作第1期では、反対グローブという似た道具が登場する。

## けんかマシン
けんかマシンは、「けんかマシン」（藤子・F・不二雄大全集第1巻に収録）に登場する。
どんな喧嘩にも勝てる、以下の3点のひみつ道具のセット。
入れじた（いれじた）
舌の形をしており、これを着用者の舌にかぶせると舌が勝手に動き、強烈な脅し文句や悪口を勝手にしゃべる。本人の意志に関係なく勝手に喋ってしまうので、喧嘩をする時まで口を閉じておいたほうがよい。
いなずまソックス
足に履くと、目にも止まらない動きができる。のび太の勉強部屋の中で少し動いただけで、一瞬にしてドアを突き破って廊下の壁へめり込んでしまうほど。
パワー手ぶくろ（パワーてぶくろ）
誰よりも強い怪力が身に付く手袋（道具百科ではブルース・リーを引き合いに出している）。ただしドラえもんのものは壊れていてパワーが強すぎ、作中では自動車を少し小突いただけで自動車が吹っ飛んでグシャグシャになってしまった。セワシ曰くゴリラにも勝てるとのこと。
てんとう虫コミックスでは、第6巻収録「ドラえもん百科 すばらしい道具のいろいろ」にて紹介している。

## 元気えさ
元気えさ（げんきえさ）は、「元気えさ」（てんとう虫コミックススペシャル『ドラえもんカラー作品集』第6巻に収録）に登場する。
瓶に入った丸薬状の餌。これをこいのぼりに食べさせると、風がなくともこいのぼりが生き生きと泳ぐようになる。
普通は3つ食べさせれば十分で、あまりにたくさん食べさせると、こいのぼりが元気になり過ぎて逃げ出し、空の彼方へと飛び去ってしまう。

## 元気の出るばくだん
元気の出るばくだん（げんきのでるばくだん）は、「きらいなテストにガ〜ンバ!」（てんとう虫コミックス『ドラえもんプラス』第1巻に収録）に登場する。
野球ボール程度の大きさの球体。人に向かって放り投げると爆発し、身近な人の顔が現れ、相手を元気付けるような台詞をしゃべる。ただし、あくまで元気ややる気を出させるようにする道具であり、元気ややる気が出るかどうかはその人次第である。
作中では、宿題をやらずに怠けているのび太に使用。1回目に使用した時は先生が現れて「だらけちゃいかん!」と怒鳴ってきたが、のび太は「宿題がわからないのに、出来る訳ない!」「怒ってもらおうじゃない!」と言い、先生も困った表情をしながら消えたため、効果が無かった。2回目に使用した時は静香が現れて「早く宿題を終わらせて遊びましょ」と話しかけたが、のび太は「遊んでから宿題しましょ」と宿題を放り出してしまい、またしても効果が無かった。

## 原子おはじき
原子おはじき（げんしおはじき）は、てんとう虫コミックス第11巻巻末の「ドラえもん大事典」に登場する。
電子顕微鏡をのぞきながら、原子をぶつけておはじきを楽しめる機械。

## 原子核破壊砲
原子核破壊砲（げんしかくはかいほう）は、「ぼく、桃太郎のなんなのさ」（てんとう虫コミックス第9巻に収録）に登場する。
戦国時代の鬼がいるという鬼ヶ島にきたドラえもんたちが、鬼に対抗するために用意した武器の1つ。名前からして原子核を破壊するものである可能性があるが、作中では使用しなかったため、効果は不明。

## 原始生活セット
原始生活セット（げんしせいかつセット）は、『ドラえもん のび太の日本誕生』に登場する。
以下の2つの道具で構成される。
エアコンスーツ
原始人が着ているような毛皮を思わせる衣服。着用している人間の周囲の気温を調節し、暑い環境や寒い環境でも活動できる。ただし氷河期の酷寒環境では効果が発揮しきれず、作中ではドラえもんたちは零下50度（北極並みの寒さ）で遭難しかけた。
ショックスティック
おなじく原始人が持っているような石槍を模した武器。柄の部分のボタンを押すと強力な電撃を放ち、最大パワーでは象ですら気絶させることができる。本物の石槍よりはずっと軽く、電撃なしで打撃を与えても何の痛みもない。ドラえもんが持つ物は22世紀の最新型だが、ギガゾンビが持つ23世紀の最新型のショックスティックには通用しなかった。

## 現実中継絵本
現実中継絵本（げんじつちゅうけいえほん）は、「現実中継絵本」（てんとう虫コミックス第44巻に収録）に登場する。
「どうぶつ」「ともだち」「のりもの」「とり」「さかな」「おかあさん」の6種類の絵本。2ページしかないが、これを実物に向けて背のボタンを押すと、その物が絵本に写し出され、絵が次々に動いて、その物の現在の様子がテレビに映っているかのようにわかる。作中では「どうぶつ」でドラえもんの友達のネコ、「ともだち」でしずか、「おかあさん」で玉子、「のりもの」でスネ夫のラジコンヘリコプターを写し出していた。

## 現実ビデオ化機
現実ビデオ化機（げんじつビデオかき）は、「空ぶりは巻きもどして…」（てんとう虫コミックス第35巻に収録）に登場する。
ビデオの操作のように、現実世界を巻き戻したり早送りしたりできる道具。ドラえもんの説明によると、描写こそされていないものの、スローやストップ（時間停止）も行えるようである。例えば野球の試合にバッターボックスに立ち、空振りした後でも、それを巻き戻せばピッチャーが投げる前の状態にまで戻り、打席をやり直すことができる。
巻き戻しを行った場合、道具の使用者以外は時間が戻ったという感覚はなく、記憶も巻き戻っている（道具の持ち主であるドラえもんは例外）ものの、体を動かしたことによる疲労は蓄積されており、同じことを何度も巻き戻すとヘトヘトになってしまう。
同様の道具にビデオ式なんでもリモコンがある。

## 原子力潜水艦型ゼンマイ式潜地艦
原子力潜水艦型ゼンマイ式潜地艦（げんしりょくせんすいかんがたゼンマイしきせんちかん）は、「ゼンマイ式潜地艦」（てんとう虫コミックス第35巻に収録）などに登場する。
原子力潜水艦を模したゼンマイ動力の小型潜地艦、つまり地中を航行する乗り物。のび太曰く「未来のおもちゃ」であり、ゼンマイのねじは艦体の外側にあるので巻くために500メートルごとに浮上しなくてはならない（そのため、その前に「ぜんまい切れ警報」が作動する）。おもちゃである為、武器は装備されていない。類似する道具に「陸上せん水かん」がある。
『ドラえもん のび太の宇宙漂流記』にも登場する。映画では名称が単に「潜地艦」となっているほか、ゼンマイ式ではなくなっている。

## 顕微望遠鏡
顕微望遠鏡（けんびぼうえんきょう）は、「しあわせのお星さま」（てんとう虫コミックス第18巻に収録）に登場する。
顕微鏡と望遠鏡の機能を合わせ持つ道具で、遠くにある小さな物を拡大して観察することができる。

## 原料ライト
原料ライト（げんりょうライト）は、「ドラえもんがいなくてもだいじょうぶ!?」（てんとう虫コミックス『ドラえもんプラス』第3巻に収録）に登場する。
物を原料の状態にする道具。たとえば紙に照射すると、紙の材料であるパルプとなり、もう一度照射するとパルプの原料である木となる。
この道具はドラえもんのポケットから出てきたものではなく、未来デパートから試供品として送られてきたもの。説明書には、料理に失敗したときに使用するとよいと書かれていた。
似た道具に「もどりライト」があるが、原料ライトは前述のように段階を踏んで原料に変わるのに対し、もどりライトは紙なら一度の照射で木まで変えられる。また、原料ライトはもどりライトのような時間制限はない。